# Cirsium funkiae
Cirsium funkiae ist eine Pflanzenart aus der Gattung der Kratzdisteln (Cirsium) innerhalb der Familie der Korbblütler (Asteraceae). Sie kommt in den Vereinigten Staaten vor und wurde 2022 von der US-amerikanischen Botanikerin Jennifer Ackerfield erstbeschrieben. Jennifer Ackerfield bezeichnete diese Art als die „flippigste von allen neuen Disteln“ („funkiest of all new thistles“).

## Beschreibung

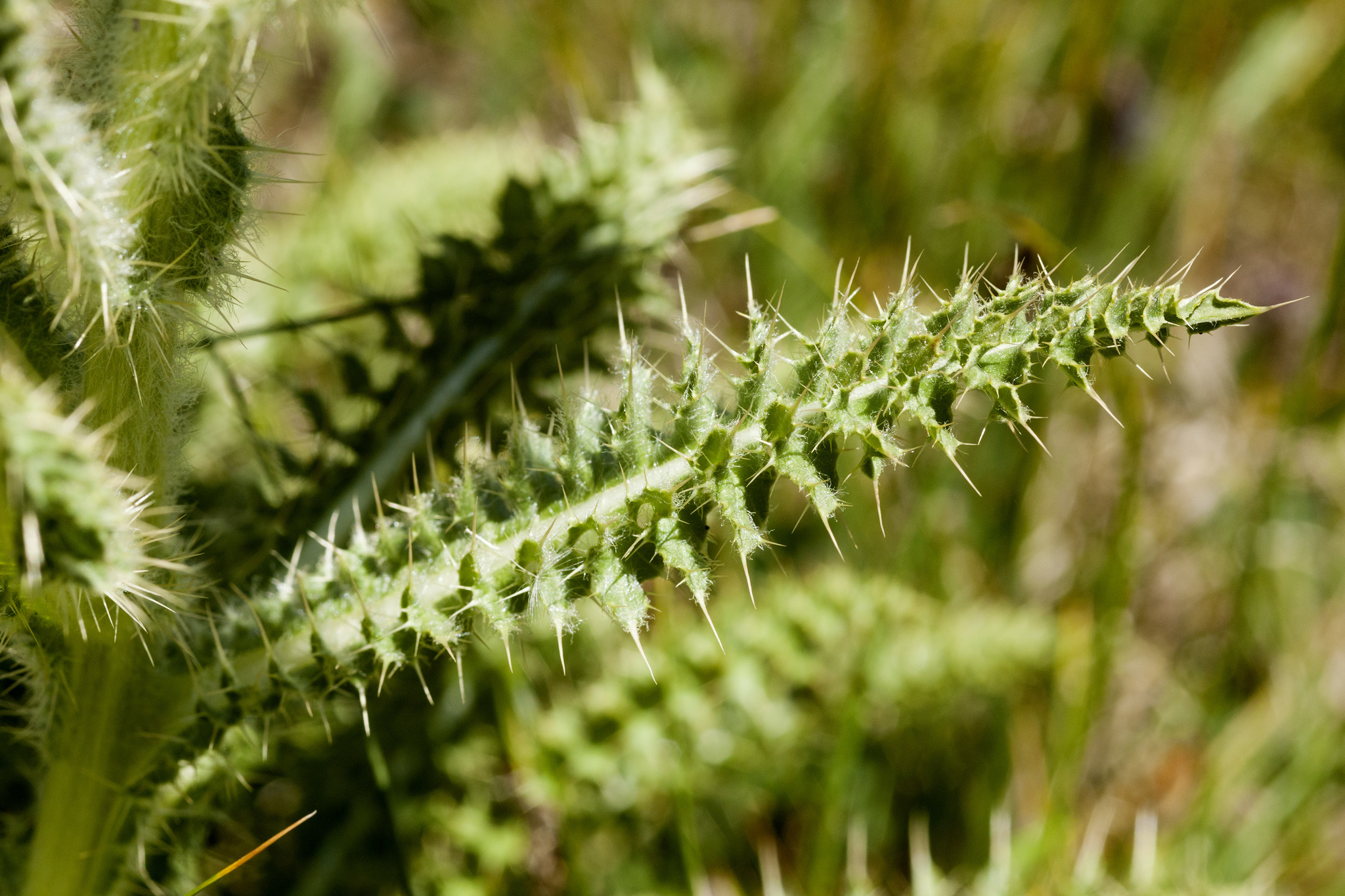
Laubblatt

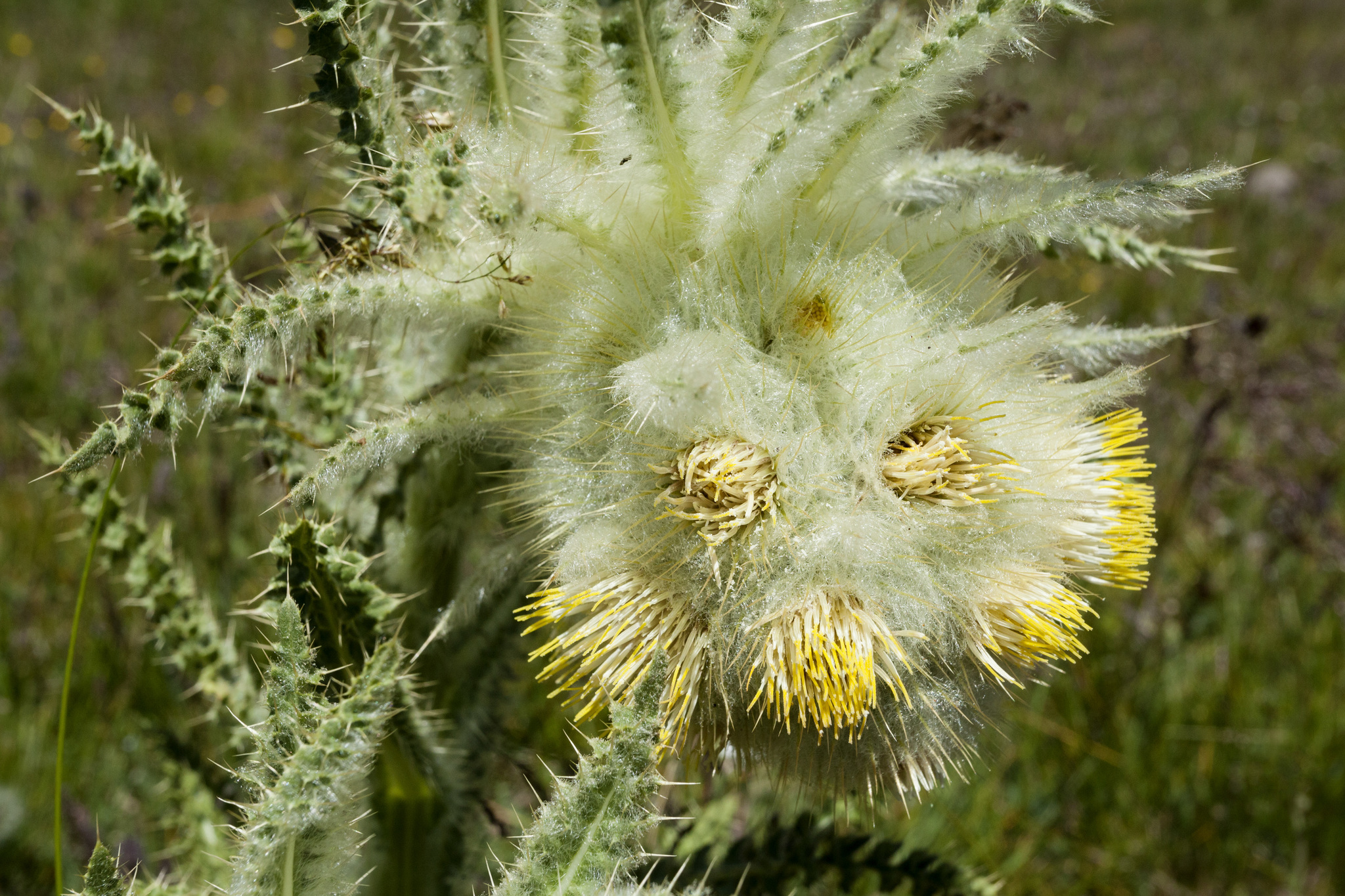
Nahaufnahme des Blütenstands

### Vegetative Merkmale
Cirsium funkiae ist eine ausdauernde krautige Pflanze, die Wuchshöhen von 15 bis 52 Zentimetern erreicht. Die oberirdischen Pflanzenteile sind behaart. Je Pflanzenexemplar sind wenige Stängel vorhanden. Die einfachen oder spärlich verzweigten Stängel sind wollig behaart.
Die Laubblätter sind wechselständig am Stängel verteilt angeordnet. Die Blattspreite ist insgesamt bei einer Länge von 8,5 bis 17 Zentimetern sowie einer Breite von 1 bis 3 Zentimetern im Umriss länglich bis schmal-elliptisch mit gewellter Blattfläche und fiederteilig mit 8 bis 15 Paaren von Blattabschnitten oder manchmal mit flacher Blattfläche und fast ungeteilt, aber bestachelt. An der 5 bis 10 Millimeter breiten Mittelrippe befinden sich 3 bis 6 Millimeter weit voneinander entfernte Blattabschnitte. An den 3 bis 11 Millimeter langen Blattabschnitte befinden sich Dornen, von denen die auffälligsten 3 bis 6 Millimeter lang sind. Die Blattoberseite ist kahl bis zottig oder spinnwebartig-wollig behaart und die -unterseite ist wollig behaart. Die sehr gut ausgebildeten Stängelblätter sind sitzend und manchmal stängelumfassend, aber nicht den Stängel herablaufend. Die obersten Blätter stehen dicht unter den Blütenkörben.

### Generative Merkmale
Direkt über reduzierten Blättern in einer überhängenden, dichten endständigen Aufsammlung befinden sich 5 bis 25 sitzend oder auf jeweils einem aufrechten kurzen Korbschaft körbchenförmige Blütenstände und/oder es befinden sich oft auch einzeln in den Achseln der obersten 2/3 des Stängels weitere Blütenkörbe. In bei einer Höhe von 1,7 bis 2,5 Zentimetern sowie einem Durchmesser von 1,7 bis 3,1 Zentimetern breit-eiförmigen bis breit-glockenförmigen Korbhüllen (Involucrum) befinden sich die Hüllblätter in vier oder fünf Reihen. Die grünen, fast gleichen, ganzrandigen Hüllblätter sind dicht wollig behaart und sind zugespitzt zu einer 6 bis 10 Millimeter langen geraden Spitze.
Die hell-rosafarbenen Blütenkrone ist 15 bis 20 Millimeter lang und besteht aus einer 5 bis 8 Millimeter lange Kronröhre, einem 4 bis 6 Millimeter langen Kronschlund und lobes 3 bis 5 Millimeter langen Kronzipfeln. Die 5 bis 7 Millimeter lange Staubblattröhre ist hell-rosafarbenen dunkler rosafarbenenen Streifen. Die zwei 3 bis 4 Millimeter langen Griffeläste sind hell-rosafarbenen und überragen die Kronzipfel.
Die dunkel-braunen Achänen sind 4 bis 6 Millimeter lang. Der Pappus ist 10 bis 15 Millimeter lang.

## Unterscheidung der nah verwandten Arten
Ackerfield beschrieb die Färbung Blütenkrone und die Stellung der Blütenkörbe (aufrecht oder nickend) als die sichersten Charakteristika zur Identifizierung der alpinen Kratzdisteln in den Südlichen Rocky Mountains. Bei der ähnlichen Cirsium scopulorum sind die Narbenäste gelb; ihre Blütenkrone ist fahl-gelb und färbt sich im Laufe der Zeit braun; ihre Staubblattröhre ist weiß oder fahl-gelb mit braunen Streifen und ihre Blütenkörbe sind in nickenden bis ausgebreiteten, endständigen Büscheln angeordnet.

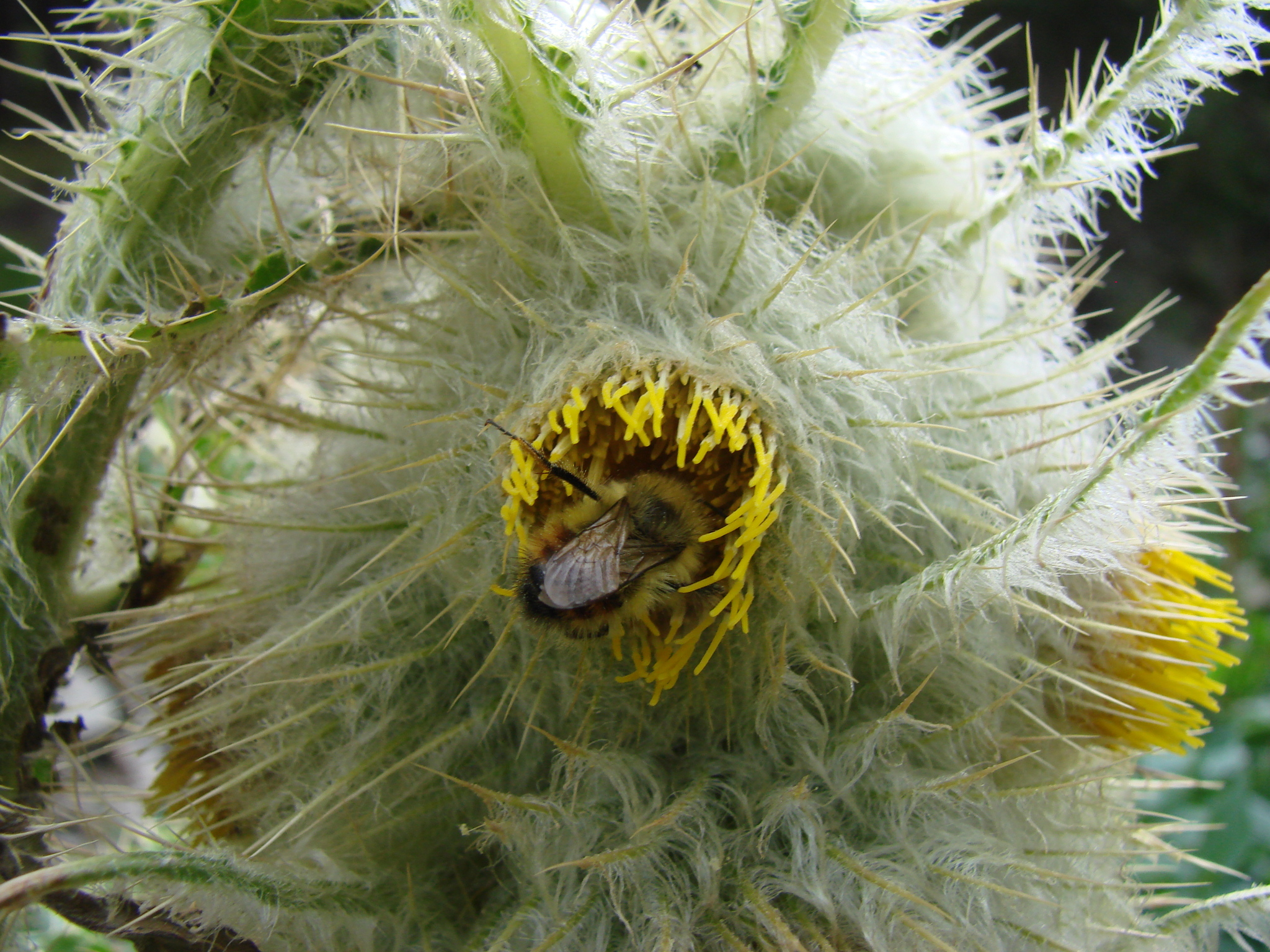
Eine Hummel in einem Blütenkorb

## Ökologie und Phänologie
Die Blütezeit reicht von Mitte Juli bis Ende August. Die Früchte reifen von Mitte August bis Anfang September.
Die großen Pflanzen dienen als Nahrungsquelle für zahlreiche Bestäuber. Hummeln (Bombus spec.) übernachten oft in den flauschigsten Blütenkörben um warm zu bleiben. Die Blätter werden im August und September oft vom amerikanischen Pika (Ochotona princeps) gefressen.

## Vorkommen

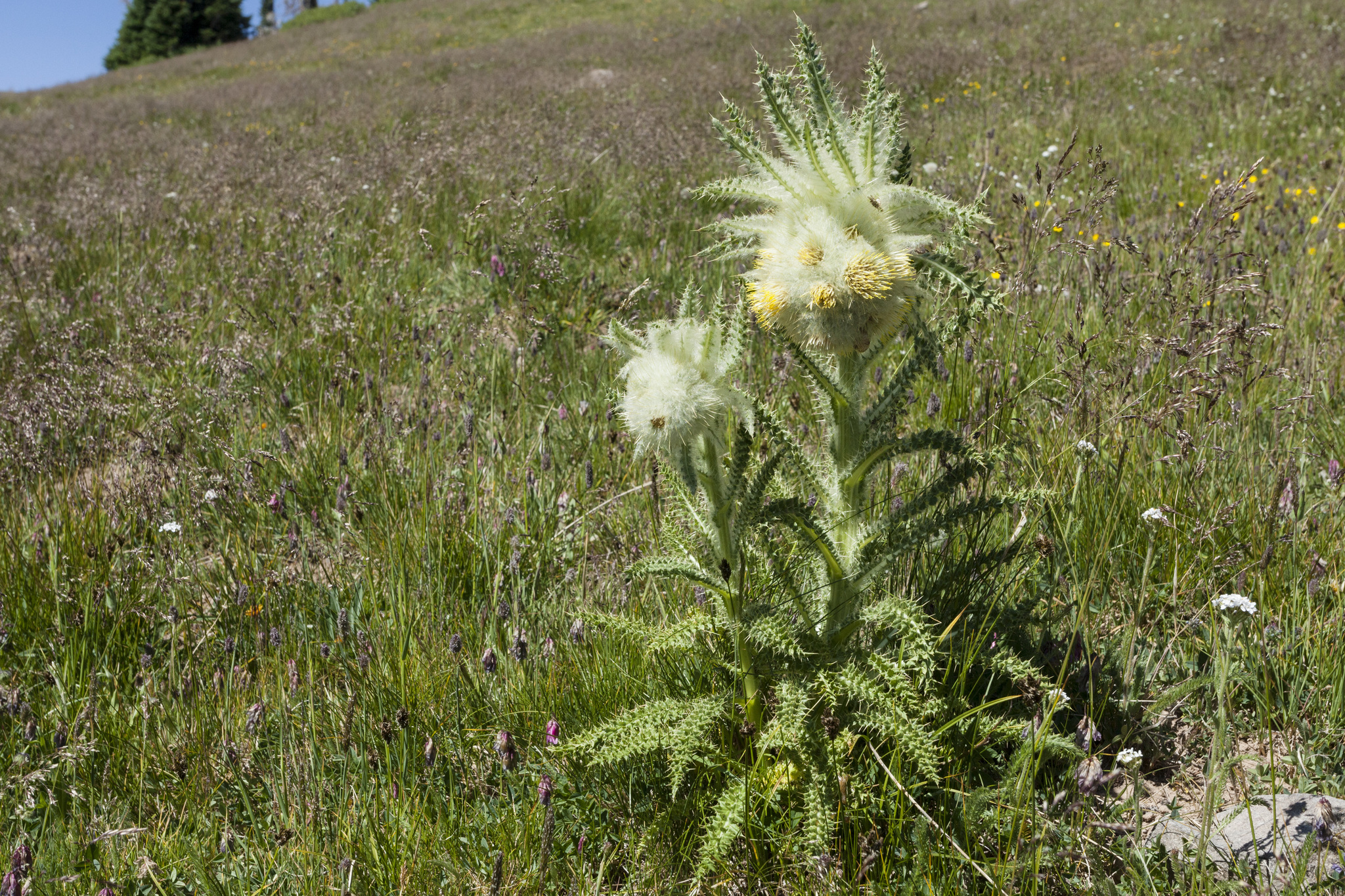
Habitus im Habitat

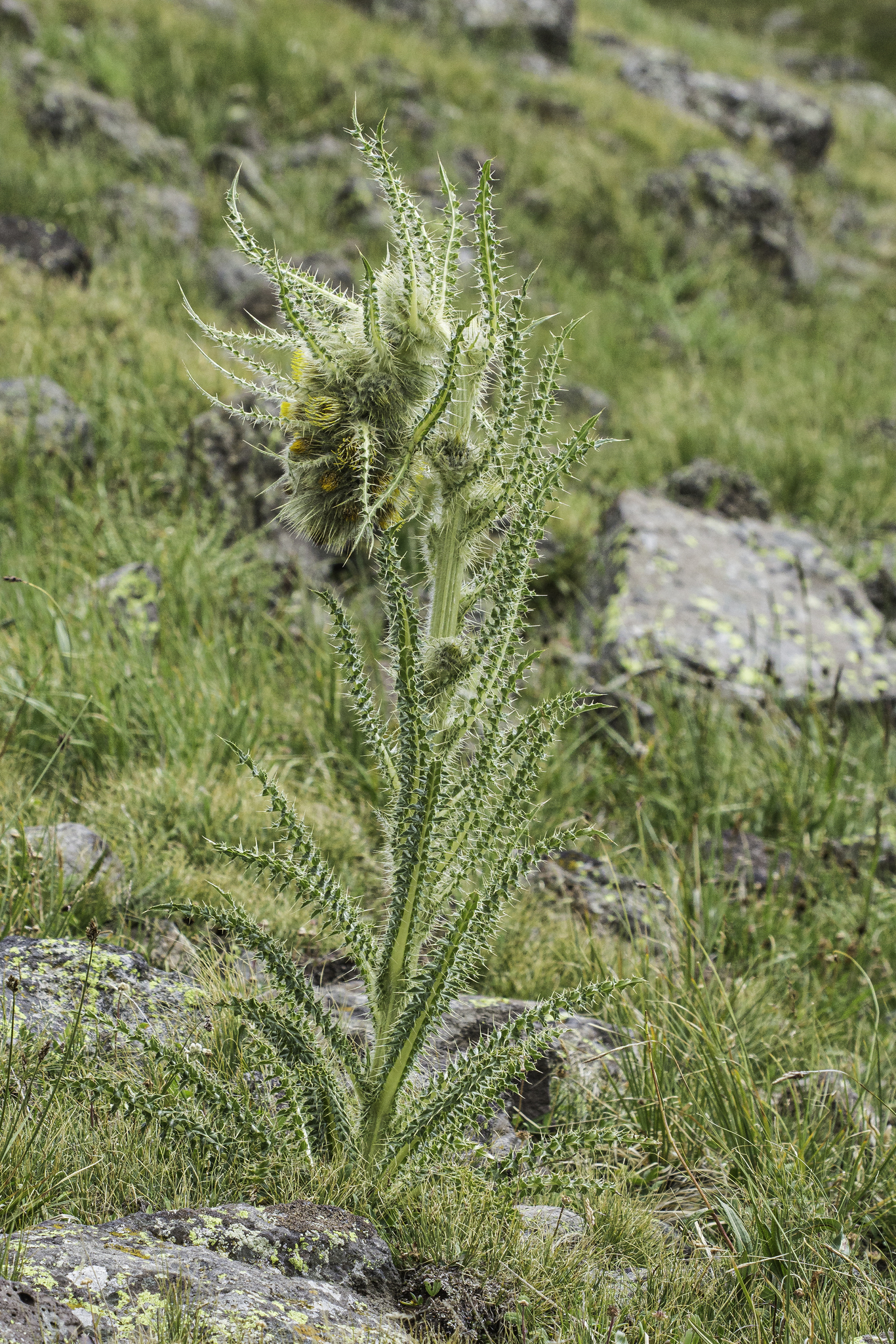
Habitus im Habitat

Der Holotypus wurde am Fuß des Mount Sherman im Pike National Forest gesammelt. Cirsium funkiae kommt auf den Gipfeln der Sangre de Cristo Range, Mosquito Range und Tenmile Range in Zentral- und Süd-Colorado vor. Ihre Verbreitung erstreckt sich im Norden nach Breckenridge und im Süden bis nach Santa Fe, New Mexico, wo es eine isolierte Population gibt.
Cirsium funkiae wächst in großen Höhenlagen über der Baumgrenze. Sie kommt in Kiefern- und Tannenwäldern und alpiner Tundra vor. Sie wächst hauptsächlich in alpinen Weiden, Blockfeldern oder steinigen Talus-Hängen. In niedrigeren Lagen wächst vergesellschaftet mit Bistorta bistortoides, Picea engelmannii, Potentilla pulcherrima und Sibbaldia procumbens. In steinigen Hängen und Weiden wächst sie in Gesellschaft von: Cirsium griseum, Carex scopulorum, Castilleja miniata, Castilleja occidentalis, Claytonia megarhiza, Geum rossii, Senecio atratus, Senecio fremontii, Polemonium confertum und Trifolium dasyphyllum. In den höchsten exponierten Lagen auf Geröllhalden ist es oft die einzige Pflanzenart, manchmal in Gesellschaft von Senecio soldanella. Ein Exemplar wurde gesammelt in einer steinigen Tundra-Umgebung zusammen mit Cerastium beeringianum, Heuchera parviflora, Pentaphylloides floribunda und Trifolium dasyphyllum.

## Schutz
Cirsium funkiae ist ziemlich sicher aufgrund einer Kombination ihrer alpinen Verbreitung, was schon die Erreichbarkeit von Cirsium funkiae schwierig macht, sowie ihre Verbreitung auf Land, welches hauptsächlich bundeseigen ist. Der Bestand erscheint derzeit stabil zu sein. Cirsium funkiae ist gelegentlich durch Wanderer bedroht, welche Pflanzenexemplare ausreisen.

## Trivialnamen
Englischsprachige Trivialnamen sind Funky Thistle oder Funk’s thistle.
Der Name der „funky thistle“ bezieht sich auf das „flippige“ („funky“) Aussehen, mit einem nickenden, wolligen Blütenkorb; außerdem ehrt der Name Ackerfields Mentorin Vicki Funk, die ebenfalls als „funky“ beschrieben wurde. Die Cirsium funkiae kann von der ähnlichen Bergdistel Cirsium scopulorum (mountain thistle) durch die Färbung der Narbenäste und der Blütenkrone unterschieden werden, sowie durch die nickenden Blütenkörbe.

## Systematik

### Botanische Geschichte
Cirsium funkiae wurde von Jennifer Ackerfield, der Kuratorin (head curator) des Denver Botanic Gardens erstbeschrieben. Ackerfield achtete darauf, nicht von einer „Entdeckung“ („discovered“) zu sprechen, da die lokalen Indigenous Peoples möglicherweise bereits vor der wissenschaftlichen Beschreibung von der Eigenheit dieser Art gewusst hatten. Ackerfield hatte sich seit 2016 als Teil ihres Ph.D. mit den „Disteln“ beschäftigt. Jared Polis, der Gouverneur von Colorado, feierte später die Entdeckung der „Distel“ bei Twitter. Die Funky Thistle war die erste Neubeschreibung einer Art im Jahr 2022 in der Region der Rocky Mountains.
Cirsium funkiae wurde über 150 Jahre lang als Varietät der Art Cirsium scopulorum angesehen. Exemplare von Funky Thistle und Mountain Thistle wurden bis dahin unter derselben Benennung geführt. Durch molekulargenetische, geographische und morphologische Analysen konnte nachgewiesen werden, dass die Mountaintop Thistle (Cirsium eatonii) polyphyletisch ist und daher aufgeteilt werden sollte. Die Sammelart Cirsium eatonii wurde 2020 aufgeteilt und die früheren Taxa Cirsium clokeyi, Cirsium murdockii, Cirsium peckii und Cirsium tweedyi wurden wiedereingeführt und die neuen Taxa Cirsium harrisonii und  Cirsium viperinum neu geschaffen. Zusätzlich wurde erkannt, dass Cirsium eatonii var. eriocephalum ebenfalls als polyphyletisch erkannt, und in Cirsium scopulorum umbenannt. Die ursprüngliche Beschreibung für die Art „scopulorum“ beschrieb eine „gelbe Blütenkrone“ („yellow corolla“), aber in der geographischen Region kam nur eine fahl-lila Varietät vor. Zusätzliche Anmerkungen sagten aus, dass die Blüten möglicherweise zu jung gewesen und es daher unmöglich gewesen war die Farbe der Blütenkrone zu bestimmen. Die fahl-lila Varietät erhielt daher die Bestimmung scopulorum und die gelbe Varietät blieb unbeschrieben. Fünf Arten wurden aus dem früheren Cirsium scopulorum-Komplex herausgetrennt: Cirsium culebraensis, Cirsium funkiae, Cirsium griseum, Cirsium hesperium und Cirsium scopulorum und die zwei neuen Arten Cirsium funkiae und Cirsium culebraensis identifiziert. Die Entdeckungen von Pflanzenarten wie Cirsium funkiae können Forschern helfen die Effekte des Klimawandels auf die Verbreitung von Arten und deren Beziehungen zu klären.

### Etymologie
Das Artepitheton funkiae ehrt Vicki Funk, welche 2019 verstarb, gerade bevor die Studie vollendet wurde. Funk war Jennifer Ackerfields Mentorin. Der Name wurde gewählt um ihre Forschungsarbeit im Bereich der „Compositae“ an der Smithsonian Institution und ihre Führungsposition in ihrem Studienfach zu würdigen. Funk war bekannt für ihre „funky“ Persönlichkeit, und Ackerfield bemerkte, dass Funk eine besondere Melodie hatte, welche sie sang, wenn sie von einer „Distel“ gestochen wurde, die sie sammelte: „Ooh Eeh Ooh Ah Aah Ting Tang Walla Walla Bing Bang“ (Ross Bagdasarians „Witch Doctor“), und dass sie die „funkiest of all thistles“ zu ihren Namen benennen wollte. Ackerfield beschrieb die dichte Masse an nickende wolligen Blütenkörben als „funky indeed“.